# Giennadij Szejpak
Giennadij Iljicz Szejpak (ros. Геннадий Ильич Шейпак; ur. 17 grudnia 1903 w Białymstoku, zm. 12 października 1961 w Astrachaniu) – generał major Armii Czerwonej, generał brygady LWP.

## Życiorys
Z pochodzenia Białorusin. Do 1918 skończył 2 klasy gimnazjum w Jekatierinosławiu, w sierpniu 1921 wcielony do Armii Czerwonej, we wrześniu 1922 skończył kursy podoficerskie w Czernihowie i został dowódcą plutonu, a w 1931 dowódcą szwadronu. W 1928 skończył szkołę wojskową w Taszkencie. W latach 1924–1932 brał udział w tłumieniu ruchu basmaczy w Azji Środkowej. 1936–1938 szef wydziału w sztabie dywizji kawalerii, 1938–1940 szef sztabu pułku kawalerii, od stycznia 1941 dowódca pułku. Lipec 1942 – styczeń 1943 na misji w Iranie, po powrocie został szefem sztabu dywizji kawalerii na Froncie Stepowym, potem na Froncie Woroneskim, wreszcie na Froncie Północno-Zachodnim. Od stycznia 1943 dowódca brygady powietrznodesantowej, od wiosny 1943 zastępca dowódcy dywizji powietrznodesantowej, od lutego 1944 dowódca dywizji piechoty. Ranny podczas walk. Od września 1944 służył w Wojsku Polskim w stopniu pułkownika jako dowódca tworzącej się 6 Dywizji Piechoty, z którą przeszedł szlak bojowy do 12 marca 1945. Później był zastępcą dowódcy Warszawskiego Okręgu Wojskowego ds. liniowych. 25 maja 1945 mianowany generałem brygady przez KRN. W kwietniu 1946 zakończył służbę w WP i wrócił do ZSRR, gdzie był dowódcą jednego z okręgów wojskowych.

## Odznaczenia
- Order Virtuti Militari V klasy (29 marca 1945)
- Order Krzyża Grunwaldu III klasy (1945)
- Krzyż Oficerski Orderu Odrodzenia Polski (1945)
- Złoty Krzyż Zasługi (1946)
- Order Czerwonego Sztandaru (pięciokrotnie – 1926, 1943, 1943, 1944 i 1945)
- Order Kutuzowa  II stopnia (1945)
- Order Suworowa II stopnia
- Medal „Za zdobycie Berlina”
- Medal „Za zwycięstwo nad Niemcami w Wielkiej Wojnie Ojczyźnianej 1941–1945”
- Medal jubileuszowy XX-lecia Robotniczo-Chłopskiej Armii Czerwonej (1938)

I inne.